# Tim Stegemann (Schauspieler)
Tim Stegemann (* 16. Oktober 1975 in Leverkusen) ist ein deutscher Schauspieler und Theaterpädagoge.

## Leben

### Jugend und Ausbildung
Tim Stegemann wuchs zunächst in seinem Geburtsort Leverkusen auf und lebte dann von 1980 bis 1987 in Karatschi in Pakistan und von 1987 bis 1990 in Bogotá in Kolumbien. Hiernach kehrte er nach Deutschland zurück und siedelte sich in Köln an; später lebte er auch zeitweise in Frankfurt am Main. Stegemann machte 1997 sein Abitur und leistete von 1997 bis 1998 seinen Zivildienst. Anschließend studierte er von 1998 bis 1999 Sport an der Deutschen Sporthochschule in Köln. 1999 wechselte er an die Universität zu Köln und studierte dort bis 2004 Philosophie, Allgemeine Sprachwissenschaft und Germanistik. Gleichzeitig absolvierte Stegemann von 1999 bis 2003 eine Schauspielausbildung an der Theaterfachschule Siegburg.

### Engagements als Schauspieler
Von Beginn seiner Schauspielausbildung an bis 2005 war Stegemann Mitglied des Ensembles des schuleigenen Privattheaters, der Studiobühne Siegburg. Seit 2005 gehört er zum Ensemble des Theaters Willy Praml in Frankfurt am Main, teils als festes Ensemblemitglied und teils als Gastschauspieler. Zudem gehört er seit 2010 dem Ensemble des freien Theaters Landungsbrücken Frankfurt in Frankfurt am Main an. Außerdem war er 2012 Ensemblemitglied der Immisitzung im Kölner Karneval und gehört seit dem gleichen Jahr zum Ensemble des freien Theaters der Keller in Köln.
Als Schauspieler war Stegemann unter anderem zu sehen in Woyzeck oder der Mangel an Alternativen nach Georg Büchners Woyzeck unter Regie von Sarah Kortmann (2011; u. a. Einladung zum 100 Grad Festival in Berlin), in Dantons Tod von Büchner unter Regie von Torge Kübler (2012; u. a. Einladung zum OpenOhr Festival 2012 in Mainz), in Die Dreigroschenoper von Bertolt Brecht unter Regie von Katrin Herchenröther am Westfälischen Landestheater in Castrop-Rauxel (2012) und in Amerika nach Kafkas Roman am Kölner Theater der Keller unter Regie der damaligen Intendantin Pia Maria Gehle (2012).

### Theaterpädagogische Tätigkeit
2007 übernahm Stegemann im Rahmen des Programms „TuSch – Theater und Schule“ in Kooperation mit der Stadt Schwalbach am Taunus und der  Albert-Einstein-Schule eine theaterpädagogische Projektarbeit mit Schülern im Bereich Darstellendes Spiel. Von 2008 bis 2009 war Stegemann an verschiedenen „TuSch“-Projekten bei Theater- und Schulpartnerschaften in Frankfurt am Main mit abschließenden Präsentationen am Schauspiel Frankfurt und am Theater Willy Praml in deren Spielstätte, der Frankfurter Naxoshalle, beteiligt. 2009 wirkte er beim Projekt „Jungs auf Kunst“ mit, in Kooperation mit dem Sozialpädagogen Klaus Gösswein und den Frankfurter Kunstinstitutionen Schirn, Liebieghaus und Städel Museum, und übernahm eine theaterpädagogische Betreuung in der praktischen Jungenarbeit am Jugendhaus Goldstein der Caritas. 2010 hatte er einen Lehrauftrag im Bereich Darstellendes Spiel als Oberstufen-Kurs an der Albert-Einstein-Schule in Schwalbach am Taunus. Von 2010 bis 2011 war Stegemann wieder an verschiedenen Frankfurter „TuSch“-Projekten bei Theater- und Schulpartnerschaften mit abschließenden Präsentationen am theaterpädagogischen Schultheater-Studio Frankfurt und am Theater Willy Praml in der Naxoshalle beteiligt.
2011 übernahm Stegemann die theaterpädagogische Mitbetreuung des Projekts „JobAct to Connect“  in Darmstadt, das von dem von Sandra Schürmann gegründeten, bundesweit aktiven Verein Projektfabrik e. V. (inzwischen zur gGmbH umgewandelt, mit Sitz in Witten) durchgeführt wurde. Unter der gemeinsamen Regie von Stegemann und Nikolas Hamm wurde dabei mit und von einer Gruppe von Langzeitarbeitslosen das Theaterstück Sisyphos reloaded entwickelt. Das Stück hatte im Herbst 2011 Premiere und wurde mehrmals öffentlich aufgeführt. 2012 bis 2017 hatte Stegemann bei verschiedenen Projekten der Projektfabrik in Düsseldorf jeweils die theaterpädagogische Leitung und Regie inne.

### Privat
Tim Stegemann lebt in Köln.